# 浜中祥和
浜中 祥和（はまなか よしかず、1938年1月14日 - ）は、福井県出身の元プロ野球選手（内野手）・コーチ。

## 来歴・人物
若狭高校では、同期のエース松井武雄を擁し1955年春夏の甲子園に連続出場。春の選抜では準々決勝に進むが、県尼崎高の今津光男投手に完封を喫する。夏の選手権は、2回戦で立命館の富永格郎投手に抑えられ敗退。同年の神奈川国体は決勝に進むが、エース高橋正勝を擁する四日市高に接戦の末に3-4で敗れ、準優勝にとどまる。
卒業後は立教大学へ進学。長嶋茂雄の2年後輩に当たり、東京六大学野球リーグでは5回優勝。1957年、1958年に全日本大学野球選手権大会連続優勝。リーグ通算37試合出場、126打数33安打、打率.262。1959年の春季・秋季リーグで2季連続ベストナイン受賞。同年の第3回アジア野球選手権大会日本代表に選出され、日本の優勝に貢献。大学同期に森滝義巳、稲川誠の両投手、種茂雅之捕手、高林恒夫、小西秀朗の両外野手がいる。大学時代は身長160cmと在籍選手中で最も小柄ながら俊足巧打の遊撃手で、打撃もベストテンの常連、大学全日本メンバーにも選ばれている。
大学4年生の1959年に打撃練習中にボールが頭部左目の上部を直撃。左目の眼球が動かなくなり、連日失神するほどの痛みに耐えながら眼球注射を打ち、何とか復帰した。しかしプロ入り後も左目の眼球が左斜め上に動かない後遺症が残り、左斜め上の捕球だけは目で追うのではなく顔をボールに向けて守備をした。
1960年に当時の大洋ホエールズに入団。春の明石キャンプでは、三原脩監督の話題作りの一環で、テスト生として参加していた身長202cmの馬場正平と相部屋になる。馬場のスパイクの幅は15cmあり、浜中の両足が入ってしまったという。学生時代の負傷の後遺症や非力さがたたってプロ野球では全く打てなかったが、代走・遊撃手の控えとして1年目から一軍に定着。94試合に出場して12盗塁を記録するなど大洋初優勝に貢献。打撃の麻生実男と守備・走塁の浜中の組み合わせは、三原魔術に無くてはならない存在だった。
1964年オフに大洋を自由契約になると中日ドラゴンズに移籍して、1965年から3シーズンプレーして1967年に引退。翌1968年には二軍コーチを務めた。代走・守備固めの起用が多く、通算589試合出場で打数は395と、打数より試合数のほうが上回っていた。
引退後は兵庫県尼崎市で喫茶そば「わかさ」を経営した。店を開く前に半年ほど、本職について親子丼・カツ丼の作り方、そばのゆで方などを修業したという。

## 選手としての特徴
小柄ながら強肩で、1965年にオープン戦で甲子園球場に遠征した際、チームメイトに対して二塁ベースから球場の鉄製屋根にボールを乗せられるかどうか遠投してみることを提案する。葛城隆雄や高木守道らがバックネット最上部がやっとだったのに対して、浜中と島野育夫の二人だけが屋根に乗せることができたという。

## 詳細情報

### 年度別打撃成績
| 年 度     | 球 団     | 試 合 | 打 席 | 打 数 | 得 点 | 安 打 | 二 塁 打 | 三 塁 打 | 本 塁 打 | 塁 打 | 打 点 | 盗 塁 | 盗 塁 死 | 犠 打 | 犠 飛 | 四 球 | 敬 遠 | 死 球 | 三 振 | 併 殺 打 | 打 率 | 出 塁 率 | 長 打 率 | O P S |
| --------- | --------- | ----- | ----- | ----- | ----- | ----- | -------- | -------- | -------- | ----- | ----- | ----- | -------- | ----- | ----- | ----- | ----- | ----- | ----- | -------- | ----- | -------- | -------- | ----- |
| 1960      | 大洋      | 94    | 152   | 135   | 12    | 25    | 3        | 1        | 1        | 33    | 11    | 12    | 3        | 11    | 1     | 4     | 0     | 1     | 23    | 3        | .185  | .214     | .244     | .459  |
| 1961      | 大洋      | 74    | 48    | 44    | 8     | 3     | 0        | 0        | 0        | 3     | 0     | 2     | 2        | 3     | 0     | 1     | 0     | 0     | 5     | 0        | .068  | .089     | .068     | .157  |
| 1962      | 大洋      | 75    | 50    | 43    | 9     | 9     | 3        | 0        | 0        | 12    | 0     | 3     | 2        | 5     | 0     | 2     | 0     | 0     | 5     | 0        | .209  | .244     | .279     | .524  |
| 1963      | 大洋      | 63    | 44    | 42    | 8     | 11    | 4        | 0        | 0        | 15    | 2     | 5     | 4        | 1     | 0     | 0     | 0     | 1     | 7     | 2        | .262  | .279     | .357     | .636  |
| 1964      | 大洋      | 90    | 44    | 32    | 13    | 4     | 1        | 0        | 0        | 5     | 1     | 11    | 6        | 4     | 0     | 8     | 1     | 0     | 3     | 1        | .125  | .300     | .156     | .456  |
| 1965      | 中日      | 78    | 67    | 54    | 16    | 8     | 0        | 1        | 0        | 10    | 2     | 10    | 3        | 5     | 1     | 7     | 0     | 0     | 8     | 0        | .148  | .246     | .185     | .431  |
| 1966      | 中日      | 78    | 13    | 13    | 15    | 2     | 0        | 0        | 0        | 2     | 0     | 4     | 4        | 0     | 0     | 0     | 0     | 0     | 2     | 0        | .154  | .154     | .154     | .308  |
| 1967      | 中日      | 37    | 34    | 32    | 7     | 5     | 0        | 0        | 0        | 5     | 2     | 4     | 3        | 0     | 0     | 1     | 0     | 1     | 2     | 0        | .156  | .206     | .156     | .362  |
| 通算：8年 | 通算：8年 | 589   | 452   | 395   | 88    | 67    | 11       | 2        | 1        | 85    | 18    | 51    | 27       | 29    | 2     | 23    | 1     | 3     | 55    | 6        | .170  | .221     | .215     | .436  |

### 背番号
- 2 （1960年 - 1964年）
- 12 （1965年 - 1966年）
- 4 （1967年 - 1968年）

## 関連情報

### 著作
- 『チビだった僕デカかったプロ野球の夢』出版文化社、2002年 ISBN 9784883382682